# Fournes-en-Weppes
Fournes-en-Weppes är en kommun i departementet Nord i regionen Hauts-de-France i norra Frankrike. Kommunen ligger i kantonen La Bassée som tillhör arrondissementet Lille. År 2022 hade Fournes-en-Weppes 2 167 invånare.

## Befolkningsutveckling
Antalet invånare i kommunen Fournes-en-Weppes
| Referens: INSEE |